# Gran Premi Dobrich
El Gran Premi Dobrich és una cursa ciclista que es disputa a Bulgària. La cursa es creà el 2012, com a dos curses independents formant part del calendari de l'UCI Europa Tour.

## Palmarès

### Gran Premi Dobrich I
| Any  | Vencedor       | Segon             | Tercer              |
| ---- | -------------- | ----------------- | ------------------- |
| 2012 | Martin Grashev | Nebojša Jovanović | Ali Rıza Tanrıverdi |

### Gran Premi Dobrich II
| Any  | Vencedor               | Segon             | Tercer                 |
| ---- | ---------------------- | ----------------- | ---------------------- |
| 2012 | Stefan Koychev Hristov | Krisztian Lovassy | Charalampos Kastrantas |